# Yamen, Guangdong
Yamen (kinesiska: 崖门) är en köping i sydöstra Kina. Den ligger i stadsdistriktet Xinhui i staden Jiangmen i provinsen Guangdong, omkring 95 kilometer söder om provinshuvudstaden Guangzhou. Antalet invånare är 37 963. Befolkningen består av 18 706 kvinnor och 19 257 män. Barn under 15 år utgör 12,0 %, vuxna 15-64 år 74 %, och äldre över 65 år 13,0 %.